# Sirinopteryx rufilineata
Sirinopteryx rufilineata là một loài bướm đêm trong họ Geometridae.